# Józef Czapski
 (août 2022).
Si vous disposez d'ouvrages ou d'articles de référence ou si vous connaissez des sites web de qualité traitant du thème abordé ici, merci de compléter l'article en donnant les références utiles à sa vérifiabilité et en les liant à la section « Notes et références ».
Józef Czapski, né le 3 avril 1896 à Prague, Autriche-Hongrie, et mort le 12 janvier 1993 à Maisons-Laffitte, en France, est un intellectuel, écrivain, peintre et critique d’art polonais appartenant au cercle du célèbre mensuel de la dissidence polonaise Kultura édité en France. Terre inhumaine, œuvre majeure de la littérature polonaise, est l'un des premiers témoignages sur l'horreur du Goulag.

## Biographie

### Famille et jeunesse
Figure emblématique et référence morale de l'intelligentsia polonaise, Józef Czapski naît en 1896 à Prague dans une famille aristocratique polonaise des Hutten-Czapski mais il ne fera pas usage de son titre de comte ou de la première partie de son nom en raison de ses opinions démocrates. Il a sept frères et sœurs et passe une grande partie de son enfance dans le manoir familial de Pryłuki, près de Minsk.
Selon Czapski, sa mère, Jozepha Thun-Hohenstein, était d'origine autrichienne de la Tchéquie alors qu'elle ne parlait avec ses enfants qu'en polonais. Son père est un Polonais qui avait des origines allemandes baltes du côté de sa mère.

### La Grande Guerre
En 1915, Czapski part étudier à Saint-Pétersbourg, au lycée puis à la faculté de droit. Il suit les cours de l’académie des arts. Il y est témoin de la révolution de 1917. Il s'engage dans l'armée polonaise mais il la quitte en 1918 après avoir déclaré aux autorités militaires sa volonté de servir sans armes. Il est alors chargé de retrouver les officiers disparus de son régiment. Il découvre qu'ils ont été fusillés par les bolcheviques.
En 1919-1920, pendant la guerre soviéto-polonaise, Czapski sert dans le train blindé et participe à l'expédition militaire sur Kiev. Il est décoré de l'ordre de la croix de Virtuti Militari et promu au grade de sous-lieutenant. Après la guerre, il s'inscrit à l'Académie des beaux-arts de Cracovie.

### Mouvement kapiste
En 1924, il part pour la France à la tête d’un groupe de douze camarades peintres qui réfutent la peinture polonaise académique, réunis sous le nom de « Kapistes » (Komitet Paryski ou K.P.). Avec ses amis, il s’installe à Paris quelques années et y rencontre, entre autres, Daniel Halévy et François Mauriac.

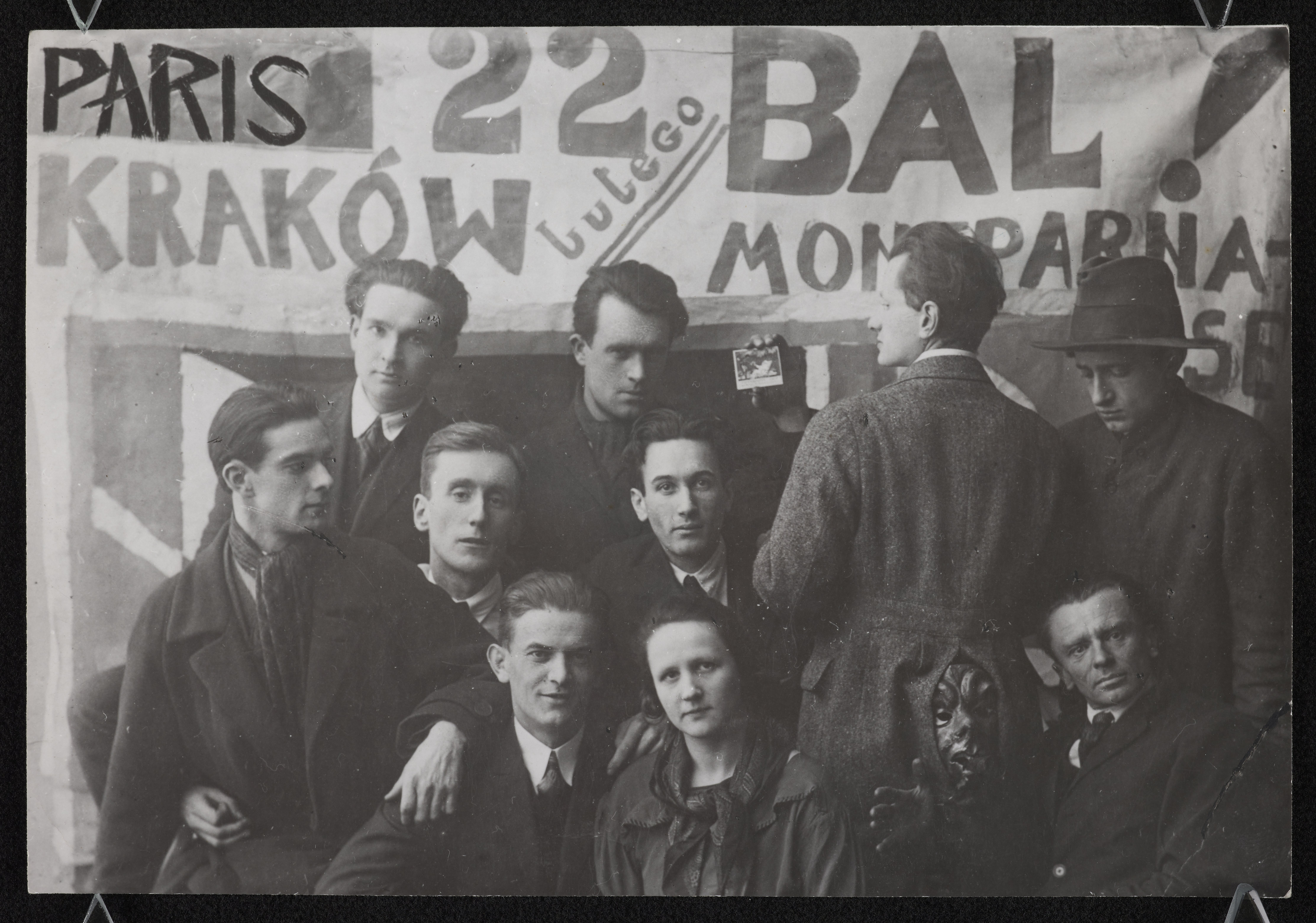
1925 à Paris Hanna Rudzka-Cybis, Jan Cybis, Zygmunt Waliszewski, Tytus Czyżewski, Józef Czapski, Artur Nacht-Cymborski, Piotr Potworowski, Seweryn Boraczok, Józef Jarema.

Deux ans plus tard, malade, Czapski est en convalescence à Londres où, hormis des visites assidues à la National Gallery, il se plonge « avec un émerveillement croissant » dans la lecture de Marcel Proust.
En 1930, il présente pour la première fois à Paris sept toiles à la galerie Zak, en compagnie des Kapistes. Le succès couronne cette première confrontation publique. Gertrude Stein achète deux toiles : l’une de Jan Cybis, l’autre de Czapski. Puis, en 1931, Czapski organise une exposition collective à Genève et la présente ensuite à Varsovie.
En 1932, il retourne en Pologne où il s’établit. En 1937, ses œuvres figurent en bonne place dans le pavillon polonais de l’Exposition universelle de Paris, de même, en 1939 à New York.

### Guerre et déportation
Après l’invasion de la Pologne, menée conjointement par l’Union soviétique et l’Allemagne nazie en septembre 1939, Czapski, officier de réserve, est fait prisonnier par l’Armée rouge. Il est interné successivement dans trois camps en URSS : Starobilsk, dans l’est de l’Ukraine, Pawliszczew Bor, dans l’oblast de Smolensk, et Griazovets (polonais : Griazowiec), encore plus au nord, près de la ville de Vologda. Sur les quatre mille prisonniers de Starobilsk, il y a soixante-dix-neuf survivants, ceux-là mêmes qui se retrouvent dans le camp de Griazowiec. Les autres, regroupés avec des prisonniers venus de Kozelsk et d’Ostachkov, sont massacrés dans la tristement célèbre forêt de Katyń.
Dans la faim et le froid, les prisonniers polonais de Griazovets ont alors l'idée de se donner des cours et des conférences pour échapper à leurs angoisses. Certains parlent d'histoire, d'autres de science ou encore d'alpinisme. Czapski fait une série d'exposés sur la littérature française. Par un prodigieux effort de mémoire, il se souvient d'À la recherche du temps perdu de Proust. L'œuvre qui a enfermé Proust dans une chambre surchauffée va libérer les détenus de leurs baraquements glacés. Le texte de ces conférences, prononcées début 1941, paraîtra d’abord en traduction polonaise dans la revue Kultura en 1948, et seulement en 1987 dans sa version originale française, illustré de certaines pages extraites du journal manuscrit de Czapski et reproduites en fac-similé.
Au cours de sa détention, Józef Czapski ne cesse de prendre des notes car, pour lui, « c'est aux écrivains qu'incombera le devoir du témoignage de la vérité […], puisque ce sont eux qui devraient avoir un sens plus aigu du vrai. »
Il racontera ainsi sa détention dans Souvenirs de Starobielsk (Starobielskie Wspomnienia, 1945) et Terre inhumaine (Na nieludzkiej ziemi, 1947), livrant l'un des premiers témoignages sur l'horreur du Goulag.
Après l’attaque d’Hitler contre Staline, en juin 1941, et l'amnistie qui a suivi les accords Sikorski-Maïski, Czapski assiste le général Władysław Anders, chargé de remettre sur pied une armée polonaise en URSS. Mais, parmi les milliers de Polonais qui répondent à l'appel, les officiers sont rares. Czapski a alors pour mission d’enquêter auprès des autorités soviétiques sur l’absence des officiers polonais. Il n’obtient évidemment aucune réponse. Promu major et nommé chef du département de la propagande et de l'information auprès de l'État-Major (c’est-à-dire responsable des publications et des activités culturelles), il quitte l'URSS avec l'Armée d'Anders pour aller à Mechhed, en Iran. Puis il traverse l'Irak, la Palestine et l'Égypte, et débarque pour combattre en Italie. Il participe à la bataille de Monte Cassino. En 1944, il publie sous les auspices de l’Armée polonaise Souvenirs de Starobielsk (Wspomnienia Starobielskie) et interpelle dans une lettre ouverte ses amis Jacques Maritain et François Mauriac sur l’insurrection de Varsovie d’août 1944.
Le récit de Czapski sur les années qui ont suivi sa libération du camp, la formation de l'armée polonaise et son périple en Asie centrale et au Moyen-Orient pour combattre sur le front italien est un témoignage capital sur les souffrances des Polonais en URSS. L'auteur y mêle des portraits de ses compagnons, des réflexions philosophiques ainsi que le récit de ses rencontres avec de grandes figures littéraires, dont Anna Akhmatova. Mais, il est refusé par de nombreux éditeurs français, malgré l’appui d’André Malraux et de Raymond Aron qui essuient un échec chez Calmann-Lévy. Il est finalement publié en 1949 sous le titre Terre inhumaine, grâce à Daniel Halévy, aux très anticommunistes éditions Self.
Dans Le Figaro, François Mauriac, alors très impliqué contre le totalitarisme communiste, exhorte tous les Français à lire cet ouvrage, réclamant le respect pour le combat de son auteur.

### Artiste en exil
En 1946 à Rome où stationne encore le deuxième corps polonais du général Anders, Józef Czapski fonde avec Jerzy Giedroyc, Zygmunt et Zofia Hertz et Gustaw Herling-Grudziński la maison d'édition l'Institut littéraire qui édite la revue Kultura.

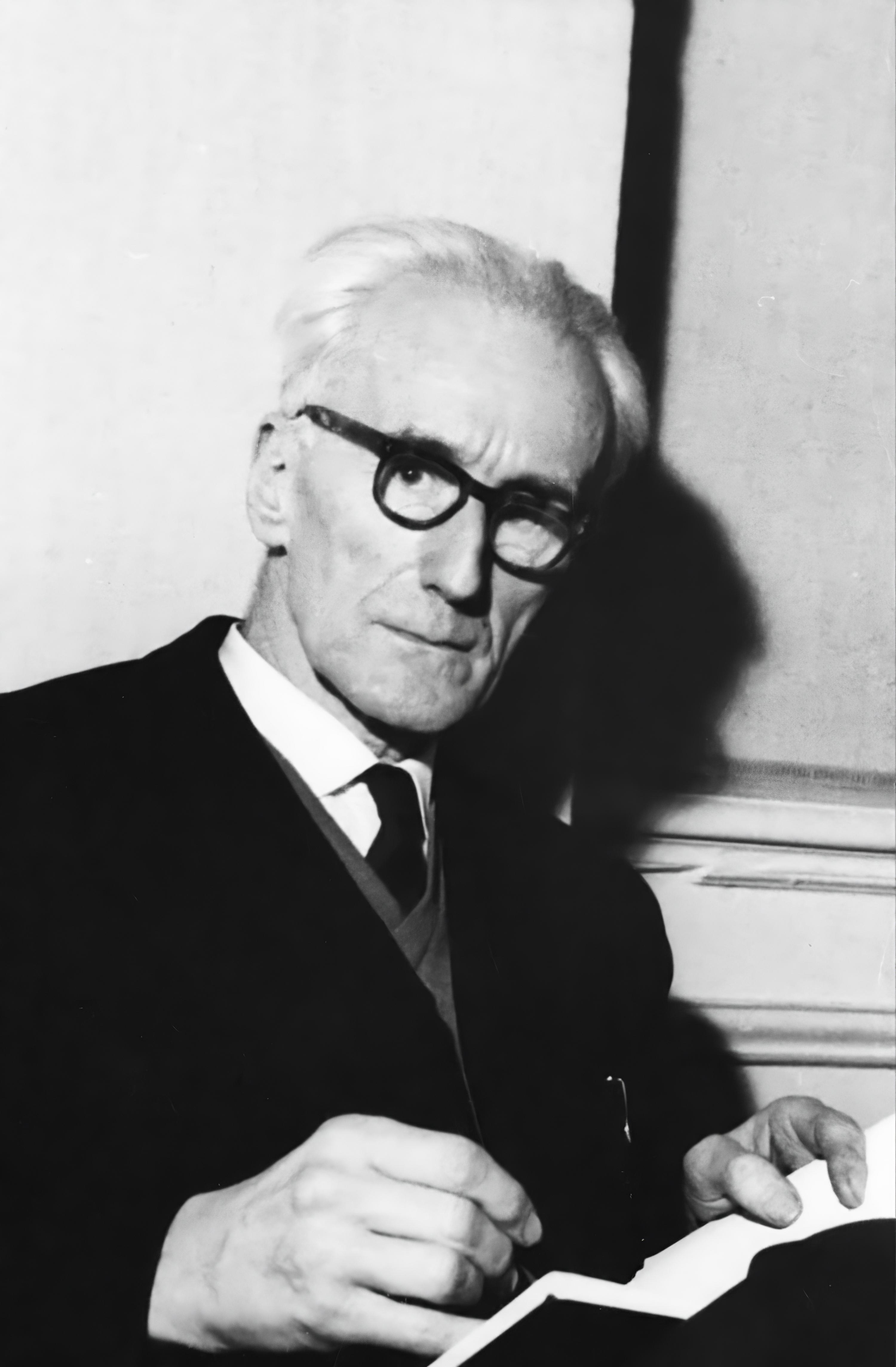
Ecrivain dans les années 1960.

En juillet 1947, l'équipe de Kultura (à l'exception de Gustaw Herling Grudzinski) s'installe en France à Maisons-Laffitte. C'était surtout grâce à Czapski, grâce à son amitié avec Malraux, Halévy, Fabre-Luce, Mauriac etc., et surtout grâce à la bienveillance exceptionnelle de Charles de Gaulle — que Czapski voyait souvent durant la longue « traversée du désert » du général — que Jerzy Giedroyc, rédacteur en chef de Kultura, a pu devenir directeur de maison d'édition et acheter une maison, choses à cette époque inaccessibles pour un étranger.
Ce n’est qu’en 1948 que Czapski se remet à peindre, l’esprit enfin libéré par l’achèvement et la publication en 1947 de Terre inhumaine. À 52 ans, son œuvre antérieure entièrement détruite, il reprend les pinceaux.

### Dernières années
En 1990, le musée Jenisch Vevey, en Suisse, organise une grande rétrospective en son honneur. Puis en 1992, c’est au tour de Cracovie, Poznań et Varsovie d’accueillir successivement une exposition itinérante de ses œuvres. La même année, il est nommé professeur honoraire de l’Académie des beaux-arts de Cracovie.
Jusqu’à sa mort, le 12 janvier 1993 à l’âge de 96 ans, Joseph Czapski vit en exil à Paris, partageant ses activités entre peinture et expositions, voyages en Europe et outre-Atlantique, collaborations à de nombreuses publications, en priorité Kultura, le refuge et le porte-parole de l’intelligentsia polonaise en exil. En 1991 paraît Tumulte et Spectres, recueil d'essais composés de 1945 à 1979 qui apporte des éclairages sur ce demi-siècle d’un humaniste lumineux dont il restitue les tourmentes, les espoirs et les contradictions depuis les déserts de l'Irak jusqu'aux abattoirs de Chicago, des marchés de Dakar à la Côte d'Azur.

### Postérité
L'atelier de Józef Czapski est aujourd'hui reconstitué au Musée Czapski de Cracovie, dédié à son grand-père Emeryk Hutten-Czapski (1828-1896), bibliophile, collectionneur de gravures, d’œuvres d’art et de souvenirs polonais, mais surtout auteur de la plus riche collection numismatique polonaise.

## Œuvre littéraire
- Proust contre la déchéance (Proust w Griazowcu) en traduction polonaise dans Kultura, no 12-13, 1948, puis en 1987 dans la version originale française à Montricher, Éditions Noir sur Blanc, coll. « Litterature », 1987  (ISBN 2-882-50000-9) ; réédition, Paris, Phébus, coll. « Libretto » no 392, 2012  (ISBN 978-2-7529-0761-5)
- Souvenirs de Starobielsk (Wspomnienia starobielskie) Rome, Biblioteka Orła Białego, 1944, trad. fr., Souvenirs de Starobielsk, [Rome], sous les auspices de l’Armée polonaise, coll. « Témoignages » (dir. J. Czapski), cahier 1, 1945 ; rééd., Montricher (Suisse), Éditions Noir sur Blanc, 1987  (ISBN 2-882-50001-7)
- Lettre ouverte à Jacques Maritain et François Mauriac, 1944 (BNF 31986747)
- Terre inhumaine (Na nieludzkiej ziemi, 1947), traduit en français par Maria-Adela Bohomolec, préface de Daniel Halévy, Paris, Éditions Self, coll. « Les Îles d'or » (BNF 31986752) ; réédition, Lausanne, Éditions L'Âge d'Homme, coll. « Chemins effacés », 1991  (ISBN 2-825-10180-X) ; réédition, Paris, Éditions Noir sur Blanc, coll. « Bibliothèque de Dimitri », 2020  (ISBN 978-2-88250-557-6)
- L'Œil : essais sur la peinture, Lausanne, Éd. L'Âge d'Homme, coll. « Slavica - Écrits sur l'Art », 1982 (BNF 34712195)
- Préface de La Face sombre du Christ : choix de textes extraits des principales œuvres de Vassili Rozanov selon un classement chronologique des textes traduits par Nathalie Reznikof, Paris, Gallimard, NRF, 1964 (BNF 33161002)
- Tumulte et Spectres, traduit par Thérèse Douchy, Lausanne, Éd. Noir sur Blanc, 1991  (ISBN 2-882-50022-X)
- L'Art et la Vie : textes choisis et préfacés par Wojciech Karpiński, traduits par Thérèse Douchy, Julia Jurys et Lieba Hauben, Lausanne, Éd. L'Âge d'Homme 2002  (ISBN 2-8251-1291-7)

## Peinture (sélections)
- Miroirs / Lustra (environ 1937), huile sur toile, non signé, 92 × 65 cm, musée national, Varsovie
- Autoportrait au cahier de croquis / Autoportret ze szkicownikiem (1951), huile sur toile, 81 × 65 cm, signé J.Czapski. 51, collection privée
- Rue parisienne / Paryska ulica (1952), huile sur toile, 61 × 51 cm, signé J.Czapski. 52, collection privée
- Paysage avec une maison et un chemin / Krajobraz z domem i droga(Maisons-Laffitte) (1957), huile sur toile, 105 × 51 cm, signé J.Czapski. 57, musée national, Varsovie
- Vieille femme dans le train / Stara kobieta w pociągu (1963)
- Exposition / Wystawa (1977), huile sur toile - 50 × 65 cm, signé J.Czapski, musée départemental de Bydgoszcz
- Fille au Louvre / Dziewczyna w Luwrze (1980).
- Place de la Concorde (1981), huile sur toile, 61 × 46 cm, signé NAPOLEONOWI Jozef Czapski wdzieczna pamiatka 28/XII 81, collection privée

### Filmographie
- Emmanuel Dufour-Kowalski, Joseph Czapski, un destin polonais, 1990, France/Suisse (63 min) (co-produit par le CNAP)
- Andrzej Wajda, Katyń, 2007, Pologne (118 min), DVD éd. Montparnasse Classiques (9 février 2010) ; bonus n° 4 (sur 4), interview de Józef Czapski : Un grand témoin, Joseph Czapski raconte Katyn à Alexandra Viatteau (entretien audio 20 min) ; voir sur store.potemkine.fr
- Andrzej Wolski, Józef Czapski 1896-1993 : Témoin du siècle, 2015, France/Pologne (58 min)
- Elżbieta Skoczek, Film. Józef Czapski en France, 2020 (7 min)